# Naucleopsis naga
Naucleopsis naga là một loài thực vật có hoa trong họ Moraceae. Loài này được Pittier mô tả khoa học đầu tiên năm 1912.